# Milorad Stanulov
Zoran Pančić (20 de febrero de 1953) es un deportista yugoslavo que compitió en remo.
Participó en dos Juegos Olímpicos de Verano en los años 1980 y 1984, obteniendo dos medallas, plata en Moscú 1980 y bronce en Los Ángeles 1984. Ganó una medalla de bronce en el Campeonato Mundial de Remo de 1978.

## Palmarés internacional
| Juegos Olímpicos   | Juegos Olímpicos             | Juegos Olímpicos  | Juegos Olímpicos |
| Año                | Lugar                        | Medalla           | Prueba           |
| ------------------ | ---------------------------- | ----------------- | ---------------- |
| 1980               | Moscú (URSS)                 | Medalla de plata  | Doble scull      |
| 1984               | Los Ángeles (Estados Unidos) | Medalla de bronce | Doble scull      |
| Campeonato Mundial |                              |                   |                  |
| Año                | Lugar                        | Medalla           | Prueba           |
| 1978               | Cambridge (Nueva Zelanda)    | Medalla de bronce | Scull individual |